# Placidozoa
Placidozoa é uma linhagem não-fotossintética de Heterokonta.

## Filogenia
|           | Opalomonadea                                              |
|           |                                                           |
| Opalinata | \| \| Blastocystea \| \| \| \| \| \| Opalinea \| \| \| \| |
|           | \| \| Blastocystea \| \| \| \| \| \| Opalinea \| \| \| \| |
|           | Blastocystea                                              |
|           |                                                           |
|           | Opalinea                                                  |
|           |                                                           |

|  | Blastocystea |
|  |              |
|  | Opalinea     |
|  |              |

|           | Opalomonadea                                              |
|           |                                                           |
| Opalinata | \| \| Blastocystea \| \| \| \| \| \| Opalinea \| \| \| \| |
|           | \| \| Blastocystea \| \| \| \| \| \| Opalinea \| \| \| \| |
|           | Blastocystea                                              |
|           |                                                           |
|           | Opalinea                                                  |
|           |                                                           |

|  | Blastocystea |
|  |              |
|  | Opalinea     |
|  |              |

|           | Opalomonadea                                              |
|           |                                                           |
| Opalinata | \| \| Blastocystea \| \| \| \| \| \| Opalinea \| \| \| \| |
|           | \| \| Blastocystea \| \| \| \| \| \| Opalinea \| \| \| \| |
|           | Blastocystea                                              |
|           |                                                           |
|           | Opalinea                                                  |
|           |                                                           |

|  | Blastocystea |
|  |              |
|  | Opalinea     |
|  |              |

|           | Opalomonadea                                              |
|           |                                                           |
| Opalinata | \| \| Blastocystea \| \| \| \| \| \| Opalinea \| \| \| \| |
|           | \| \| Blastocystea \| \| \| \| \| \| Opalinea \| \| \| \| |
|           | Blastocystea                                              |
|           |                                                           |
|           | Opalinea                                                  |
|           |                                                           |

|  | Blastocystea |
|  |              |
|  | Opalinea     |
|  |              |

## Taxonomia
Infrafilo Placidozoa Cavalier-Smith 2013
- Classe Placididea Moriya, Nakayama & Inouye 2002
  - Ordem Placidida Moriya, Nakayama & Inouye 2002 [Placidae Cavalier-Smith 2006]
    - Família Placidiaceae Moriya, Nakayama & Inouye 2002
      - Género Pendulomonas Tong 1997
      - Género Placidia Moriya, Nakayama & Inouye 2002
      - Género Wobblia Moriya, Nakayama & Inouye 2000
      - Género Allegra Rybarski et al. 2015
- Classe Nanomonadea Cavalier-Smith 2013
  - Ordem Uniciliatida Cavalier-Smith 2013
    - Família Solenicolidae Cavalier- Smith 2013
      - Género Solenicola Pavillard 1916

    - Família Incisomonadidae Cavalier-Smith & Scoble 2013
      - Género Incisomonas Scoble & Cavalier-Smith 2013
- Classe Opalomonadea Cavalier-Smith 2013
  - Género Barthelona Bernard, Simpson & Patterson 2000
  - Género Quasibodo Bernard, Simpson & Patterson 2000
- Opalinata Wenyon 1926 emend. Cavalier-Smith 1996 stat. n. 2006
  - Classe Blastocystea Zierdt et al. 1967 [Blastocysta Zierdt 1978; Blastocystina Zierdt 1978]
    - Ordem Blastocystida Zierdt 1978
      - Família Blastocystidae Jiang & He 1988 non Jaekel 1918
        - Género Blastocystis Alexeev 1911 non Jaekel 1918

  - Classe Opalinea Wenyon 1926 stat. n. Cavalier-Smith 1993 emend. Cavalier-Smith 2013
    - Ordem  Proteromonadida Grassé 1952 emend. Cavalier-Smith 1993 [Proteromonadea Caval.-Sm. 1997]
      - Família Proteromonadidae Grassé 1952
        - Género Proteromonas Kunstler 1883 [Prowazekella Alexeieff 1912]

    - Ordem Opalinida Poche 1913 stat. n. Hall 1953 emend. Cavalier-Smith
      - Família Karotomorphidae Travis 1934 [Karotomorphida Cavalier-Smith 1993]
        - Género Karotomorpha Travis 1934 [Tetramastix Alexeieff 1916 non Zacharias 1898]

      - Família Opalinidae Claus 1874 
        - Género Bezzenbergia Earl 1973
        - Género Hegneriella Earl 1971
        - Género Cepedea Metcalf 1920
        - Género Opalina Purkinje & Valentin 1835
        - Género Protozelleriella Delvinquier, Markus & Passmore 1991
        - Género Zelleriella Metcalf 1920
        - Género Protoopalina Metcalf 1918